# Chamaemelum
Chamaemelum – rodzaj roślin z rodziny astrowatych. Obejmuje dwa gatunki, w ujęciu wyłączającym 5 gatunków do rodzaju Cladanthus Cass. Rośliny te występują w północno-zachodniej Afryce (od Wysp Kanaryjskich po Tunezję) oraz w zachodniej Europie (od Wielkiej Brytanii po Włochy i Albanię). W Polsce rumian rzymski Ch. nobile rośnie tylko w uprawie (podawany jest z tego rodzaju także rumian dwubarwny Ch. mixtum, klasyfikowany według Plants of the World online do rodzaju Cladanthus jako C. mixtus).
Rumian rzymski jest źródłem oleju z rumianu (rumianku) rzymskiego destylowanego z koszyczków i wykorzystywanego do aromatyzowania likierów, herbaty, szamponów (zwłaszcza stosowanych do mycia jasnych włosów) i innych kosmetyków. Gatunek stosowany był i jest wciąż jeszcze w mieszankach trawnikowych, ceniony ze względu na dużą odporność na wydeptywanie i susze. Roślina wykorzystywana jest także leczniczo.

## Morfologia
PokrójRośliny zielne (jednoroczne i byliny), nagie lub owłosione.
LiścieSkrętoległe, 2–3-krotnie pierzastosieczne.
KwiatyZebrane w koszyczki wyrastające pojedynczo na szczytach pędów lub w luźnych baldachogronach. Okrywa półkulista, z listkami w trzech rzędach, z błoniastym, wąskim brązowym brzegiem. Dno koszyczka stożkowato lub półkuliście wypukłe, pokryte plewinkami. Brzeżne kwiaty języczkowate żeńskie lub płonne, białe. Wewnętrzne kwiaty rurkowate żółte, obupłciowe.
OwoceJajowate niełupki o okrągłym przekroju, z trzema żeberkami.

## Systematyka
Pozycja systematyczna
Rodzaj z podplemienia Anthemidinae, plemienia Anthemideae, podrodziny Asteroideae i rodziny astrowatych Asteraceae.
Wykaz gatunków
- Chamaemelum fuscatum (Brot.) Vasc.
- Chamaemelum nobile (L.) All. – rumian rzymski, r. szlachetny